# Anna Kournikova
Anna Kournikova — компьютерный червь, созданный нидерландским программистом Яном де Витом 11 февраля 2001 года.
Он предлагал пользователям открыть почтовое сообщение, в котором предположительно было изображение Анны Курниковой, хотя на самом деле там была вредоносная программа. Если это удавалось, программа рассылала себя всем контактам в адресной книге Microsoft Outlook. Червь отправлял сообщение: «Привет: Посмотри на это!» с прикрепленным файлом «AnnaKournikova.jpg.vbs». При запуске файл не отображал фотографию Анны Курниковой, вместо этого запуская скрипт на Visual Basic, который пересылал себя всем контактам в адресной книге жертвы.
Червь был создан с использованием простой и широко доступной программы на Visual Basic «Worm Generator», разработанной аргентинским программистом под ником «[K]Alamar». Похожий на вирус «ILOVEYOU» 2000 года, червь «Anna Kournikova» не портил данные на зараженном компьютере.
Вероятно, автор создал червя в течение нескольких часов. «Молодой человек скачал программу в воскресенье, 11 февраля, а позднее в тот же день, около 15:00, уже запустил его в Интернет». Через несколько дней де Вит сам явился в полицию города Снек в северной провинции Фрисланд в Нидерландах. «Когда он понял, что натворил червь, он решил сам явиться в полицию».
Существует версия, что идентифицировать де Вита удалось благодаря усилиям другого создателя вирусов, работавшего под прикрытием для ФБР — Дэвида Смита, и полученные сведения были переданы полиции Нидерландов.
Де Вита судили в Леувардене, он был обвинён в распространение вредоносных программ с целью причинения вреда, по которому максимальное наказание составляло 4 года лишения свободы и штраф до $41300.
Адвокаты де Вита призывали к смягчению приговора, утверждая, что червь причинил минимальный ущерб. Но ФБР предоставили доказательства, по которым общий ущерб от червя превышал 166000$. Де Вит признал, что он написал червя, используя специальный инструментарий, но сообщил суду, что сделал это «не задумываясь о последствиях». Он отрицал какие-либо намерения причинить материальный ущерб. Де Вит был приговорен к 150 часам общественных работ или 75 дням в тюрьме на выбор.

## В культуре
В эпизоде сериала «Друзья» ноутбук Росса Геллера был заражён червём «Anna Kournikova», когда Чендлер Бинг проверял на нём почту. Версия червя в сериале была более вредоносная, чем настоящий червь, так как он удалял всю информацию с жесткого диска. Кроме того, компьютером был PowerBook G4, который устойчив к вирусам для Windows-систем.